# Pikkusaari (ö i Södra Österbotten, Järviseutu, lat 63,44, long 23,54)
Pikkusaari är en ö i Finland. Den ligger i sjön Evijärvi och i kommunen Evijärvi i den ekonomiska regionen  Järviseutu ekonomiska region  och landskapet Södra Österbotten, i den centrala delen av landet, 400 km norr om huvudstaden Helsingfors. Öns största längd är 2,3 kilometer i sydöst-nordvästlig riktning.